# Return of the Man from U.N.C.L.E.
Return of the Man from U.N.C.L.E.: The Fifteen-Years-Later Affair è un film televisivo d'azione avventuroso statunitense nel 1983 basato sulla serie Organizzazione U.N.C.L.E. (1964-1968) ed interpretato da Robert Vaughn e David McCallum nei rispettivi ruoli di protagonisti, così come molti membri della crew, come la Viacom (piuttosto che la Metro-Goldwyn-Mayer) alla produzione. Leo G. Carroll era morto nel 1972, quindi Patrick Macnee venne reclutato per apparire nelle vesti di un personaggio completamente diverso, Sir John Raleigh, che presumibilmente aveva assunto il ruolo di Numero 1 della Sezione I, il Direttore di U.N.C.L.E., dopo il decesso di Alexander Waverly.

## Trama
L'organizzazione criminale internazionale T.H.R.U.S.H. ruba la bomba H957 e chiede come riscatto 350 milioni di dollari, che gli dovranno essere consegnati entro 72 ore dal loro ex avversario, Napoleon Solo. Ciò costringe l'UNCLE, ovvero la United Network Command for Law and Enforcement, a riattivare i due principali agenti della sua Sezione II, Solo e Illya Kuryakin, entrambi i quali avevano lasciato i ranghi 15 anni prima e ora stanno perseguendo altre linee di lavoro civile: Kuryakin come stilista le cui dimissioni sono state aspre e provocate da un disastro professionale, Solo come commerciante di computer e uomo d'affari indipendente.
Equipaggiati nella loro maniera originale, i due cercano la bomba e tentano di chiudere definitivamente ciò che si rivela essere una scheggia del gruppo T.H.R.U.S.H.; l'organizzazione originale si era frammentata nel 1968 dopo il suo fallimento nell'episodio The Seven Wonders of the World Affair e non ha ancora riguadagnato il potere tale da minacciare la legge mondiale.